# Kalven (Stora Kopparbergs socken, Dalarna)
Kalven är en sjö i Falu kommun i Dalarna och ingår i Dalälvens huvudavrinningsområde. Sjön har en area på 0,16 kvadratkilometer och ligger 129,7 meter över havet. Sjön avvattnas av vattendraget Nåhemsbäcken.

## Delavrinningsområde
Kalven ingår i det delavrinningsområde (672747-148275) som SMHI kallar för Mynnar i Grycken. Medelhöjden är 151 meter över havet och ytan är 1,37 kvadratkilometer. Det finns ett avrinningsområde uppströms, och räknas det in blir den ackumulerade arean 13,76 kvadratkilometer. Nåhemsbäcken som avvattnar avrinningsområdet har biflödesordning 4, vilket innebär att vattnet flödar genom totalt 4 vattendrag innan det når havet efter 234 kilometer. Avrinningsområdet består mestadels av skog (73 procent). Avrinningsområdet har 0,16 kvadratkilometer vattenytor vilket ger det en sjöprocent på 11,8 procent.